# Mohamed Ramadan (karaté)
Pour les articles homonymes, voir Mohamed Ramadan (homonymie) et Ramadan.
Mohamed Ahmed Ramadan connu comme Mohamed Ramadan (arabic: محمد أحمد رمضان), né le 1995 au Caire en Égypte, est un athlète égyptien de karaté qui représente l'équipe nationale égyptienne de karaté, le club français du Spn Vernon,, et le club égyptien Al-Zohour Sporting Club actuellement, et le club Al-Ahly Sporting Club auparavant (2000-2022).

## Biographie
Mohamed Ramadan a commencé le karaté depuis l'âge de 4 ans dans l'Al-Ahly Sporting Club en Égypte puis il a obtenu sa première médaille nationale en 2007 puis il est devenu champion national en 2009 et il n'avait que 14 ans. puis il a rejoint l'équipe nationale d'Égypte en 2013, et il a obtenu sa première médaille chez les seniors dans un championnat international majeur (Karate1 Premier League) en 2014 et il n'avait que 18 ans au stade Pierre-de-Coubertin de Paris puis il s'est blessé à l'épaule et il ne l'a terminé la saison. il a obtenu la médaille d'argent Catégorie -84 kg en championnat du monde des moins de 21 ans en 2015. L'année suivante, alors qu'il se prépare pour saison 2016, il se blesse de nouveau au poignet, blessure nécessitant une opération qui l'oblige à rester à l'écart des tatamiq pendant un an. Revenu avec un faible niveau, un entraîneur français qui croit en son potentiel et à la possibilité de retrouver son niveau, le fait rejoindre le club de l'SPN Vernon et il est revenu étape par étape dans le classement mondial en remportant des événements de série A et de première ligue au Chili,, Shanghai,,.
En janvier 2019, il a obtenu la médaille de bronze dans la catégorie -84 kg au Karate1 Premier League Paris 2019,, puis à la fin de l'année, il a remporté la médaille d'or au championnat d'Afrique de karaté 2019 par les équipes qui se sont déroulées en Gaborone, et médaille de bronze aux Jeux Africains de 2019 à Tanger, Maroc. et après cette grande réussite des Jeux Africains, Il a reçu la Médaille sportive de la troisième classe par le président de la République égyptienne Abdel Fattah al-Sissi.
En janvier 2020, il remporte sa première médaille d'or en Karaté1 Premier League Paris 2020,,,,,,, puis il a obtenu la médaille d'argent au championnat d'Afrique Tanger 2020 dans la catégorie -84 kg et par équipes,.
En juin 2020, il est devenu 10e au classement mondial (-84 kg) et 19e au classement olympique et 1er entre All Africans en catégorie olympique (+75 kg) et en catégorie mondiale (-84 kg).
En juin 2021, il a participé au "Karate World Olympic Qualification Tournament 2021 (en)" qui s'est tenu à Paris, en France, dans l'espoir de se qualifier pour les Jeux olympiques d'été de 2020 à Tokyo, au Japon. Il a été éliminé lors de son quatrième match par un athlète du Kosovo.
Il poursuit son succès en grimpant au classement mondial en remportant deux médailles de bronze en Karate1 Premier League Istanbul, et au Caire 2021,, Médaille d'argent en Karate1 Premier League Fujairah 2022,,, et médaille de bronze en karaté1 Premier League Matosinhos 2022,,,, Jusqu'à ce qu'il devienne 3e du classement mondial actuel des -84 kg de juillet 2022 à Janvier 2023,,,.
En décembre 2022, il a remporté la médaille d'or au Championnat d'Afrique qui s'était tenu à Durban, en Afrique du Sud. Il a obtenu l'or avec l'équipe d'Égypte dans les combats masculins seniors après avoir battu l'équipe d'Algérie lors de la finale 3-0,.
En janvier 2023, il a pu obtenir le prix Grand Winner de la World Karate Federation pour déclarer qu'il est le meilleur dans la catégorie -84kg de la saison 2022 dans les épreuves de Karate1, et il est obligatoire d'obtenir ce prix pour obtenir le plus de points en Karate1 Premier Classement de la ligue et Participer au moins à 4 événements sur 5 événements au cours de la saison selon les règles de la WKF 2022,, après cette saison, il a atteint la 2e place du classement mondial en février 2023.
en mai 2023, il décroche sa 10e médaille dans les épreuves de Karaté1 après avoir obtenu la médaille de bronze Karaté1 Premier League Rabat 2023 en catégorie -84kg,.

## Récompenses internationales
Il a remporté le Grand Gagnant de la saison 2022 dans la catégorie -84 kg de la Fédération mondiale de karaté pour déclarer qu'il est le meilleur des meilleurs dans les événements de Karate1 Premier League,.

## Résultats lors des compétitions internationales
| Résultat                    | Date          | Épreuve                             | Catégorie       | Compétition                                                                        | Ville hôte                |
| --------------------------- | ------------- | ----------------------------------- | --------------- | ---------------------------------------------------------------------------------- | ------------------------- |
| Médaille d'or               | octobre 2015  | Kumite individuel moins de 75 kilos | moins de 21 ans | XXIV Championnats méditerranéens de karaté juniors, cadets et moins de 21 ans 2015 | Alexandrie, en Égypte     |
| Médaille d'argent, monde    | novembre 2015 | Kumite individuel moins de 84 kilos | moins de 21 ans | Championnats du monde de karaté juniors, cadets et moins de 21 ans 2015            | Jakarta, en Indonésie     |
| Médaille d'or, Afrique      | juillet 2019  | Kumite en équipe                    | Seniors         | Championnats d'Afrique de karaté 2019                                              | Gaborone, au Botswana     |
| Médaille de bronze, Afrique | août 2019     | Kumite en équipe                    | Seniors         | Karaté aux Jeux africains de 2019                                                  | Rabat, au Maroc           |
| Médaille d'argent, Afrique  | février 2020  | Kumite individuel moins de 84 kilos | Seniors         | Championnats d'Afrique de karaté 2020                                              | Tanger, au Maroc          |
| Médaille d'argent, Afrique  | février 2020  | Kumite en équipe                    | Seniors         | Championnats d'Afrique de karaté 2020                                              | Tanger, au Maroc          |
| Médaille d'or, Afrique      | décembre 2022 | Kumite en équipe                    | Seniors         | Championnats d'Afrique de karaté 2022                                              | Durban, en afrique du sud |

## Résultats en Karate1
| Résultat           | Date           | Épreuve                              | Catégorie | Compétition                            | Ville hôte                        |
| ------------------ | -------------- | ------------------------------------ | --------- | -------------------------------------- | --------------------------------- |
| Médaille d'argent  | janvier 2014   | Kumite individuel moins de 75 kilos  | Seniors   | Karate1 Premier League Paris 2014      | Paris, en France                  |
| Médaille de bronze | septembre 2018 | Kumite individuel moins de 84 kilos  | Seniors   | Karate1 Série A Santiago 2018          | Santiago, au Chili                |
| Médaille de bronze | décembre 2018  | Kumite individuel moins de 84 kilos  | Seniors   | Karate1 Série A Shanghai 2018          | Shanghai, en Chine                |
| Médaille de bronze | janvier 2019   | Kumite individuel moins de 84 kilos, | Seniors   | Karate1 Premier League Paris 2019      | Paris, en France                  |
| Médaille d'or      | janvier 2020   | Kumite individuel moins de 84 kilos, | Seniors   | Karate1 Premier League Paris 2020      | Paris, en France                  |
| Médaille de bronze | mars 2021      | Kumite individuel moins de 84 kilos, | Seniors   | Karate1 Premier League istanbul 2021   | istanbul, en Turquie              |
| Médaille de bronze | septembre 2021 | Kumite individuel moins de 84 kilos  | Seniors   | Karate1 Premier League Caire 2021      | Caire, en Égypte                  |
| Médaille d'argent  | février 2022   | Kumite individuel moins de 84 kilos, | Seniors   | Karate1 Premier League Fujairah 2022   | Fujairah, aux Émirats arabes unis |
| Médaille de bronze | Avril 2022     | Kumite individuel moins de 84 kilos, | Seniors   | Karate1 Premier League Matosinhos 2022 | Matosinhos, en Portugal           |
| Médaille de bronze | Mai 2023       | Kumite individuel moins de 84 kilos, | Seniors   | Karate1 Premier League Rabat 2023      | Rabat, en Maroc                   |